# Olympische Sommerspiele 2024/Leichtathletik – 100 m (Frauen)
Der 100-Meter-Lauf der Frauen bei den Olympischen Spielen 2024 in Paris fand am 2. August 2024 und am 3. August 2024 im Stade de France statt.

## Aktuelle Titelträgerinnen
| Olympiasiegerin                        | Elaine Thompson-Herah ( Jamaika)           | 10,61 s | Tokio 2020     |
| Weltmeisterin                          | Sha’Carri Richardson ( Vereinigte Staaten) | 10,65 s | Budapest 2023  |
| Europameisterin                        | Dina Asher-Smith ( Großbritannien)         | 10,99 s | Rom 2024       |
| Nord-/Zentralamerika-/Karibikmeisterin | Shericka Jackson ( Jamaika)                | 10,83 s | Freeport 2022  |
| Südamerikameisterin                    | Vitória Cristina Rosa ( Brasilien)         | 11,17 s | São Paulo 2023 |
| Asienmeisterin                         | Shanti Pereira ( Singapur)                 | 11,20 s | Bangkok 2023   |
| Afrikameisterin                        | Gina Bass Bittaye ( Gambia)                | 11,14 s | Douala 2024    |
| Ozeanienmeisterin                      | Ella Connolly ( Australien)                | 11,41 s | Suva 2024      |

## Rekorde

### Bestehende Rekorde
| Weltrekord         | Florence Griffith-Joyner ( Vereinigte Staaten) | 10,49 s | Indianapolis, Vereinigte Staaten | 16. Juli 1988 |
| Olympischer Rekord | Elaine Thompson-Herah ( Jamaika)               | 10,61 s | Finale Tokio, Japan              | 31. Juli 2021 |

### Rekordverbesserungen
Es wurden während des Wettkampfes acht neue Nationalrekorde aufgestellt.
- Nationalrekorde:
  - 12,78 s – Filomenaleonisa Iakopo (Amerikanisch-Samoa), Vorausscheidungslauf 2 am 2. August 2024
  - 11,88 s – María Carmona (Nicaragua), Vorausscheidungslauf 3 am 2. August 2024
  - 11,97 s – Safiatou Acquaviva (Guinea), Vorausscheidungslauf 3 am 2. August 2024
  - 11,10 s – Boglárka Takács (Ungarn), Vorlauf 3 am 2. August 2024
  - 10,95 s – Audrey Leduc (Kanada), Vorlauf 4 am 2. August 2024
  - 11,54 s – Alessandra Gasparelli (San Marino), Vorlauf 4 am 2. August 2024
  - 11,12 s – Gladymar Torres (Puerto Rico), Vorlauf 8 am 2. August 2024
  - 10,72 s – Julien Alfred (St. Lucia), Finale am 3. August 2024

## Vorausscheidung
2. August 2024, 10:35 Uhr
Für die Vorläufe qualifizierten sich die ersten drei Athletinnen aller vier Läufe sowie die Athletinnen mit den fünf schnellsten restlichen Zeiten.

### Lauf 1
Wind: 0,0 m/s
| Rang | Athletin              | Nation         | Zeit (s) | Anmerkung |
| ---- | --------------------- | -------------- | -------- | --------- |
| 1    | Natacha Ngoye Akamabi | Republik Kongo | 11,34    | Q         |
| 2    | Alessandra Gasparelli | San Marino     | 11,62    | Q         |
| 3    | Xenia Hiebert         | Paraguay       | 11,77    | Q         |
| 4    | Walentina Meredowa    | Turkmenistan   | 12,01    | q, SB     |
| 5    | Samira Awali Boubacar | Niger          | 12,06    | PB        |
| 6    | Silina Pha Aphay      | Laos           | 12,45    | SB        |
| 7    | Sydney Francisco      | Palau          | 13,15    |           |
| 8    | Salam Bouha Ahamdy    | Mauretanien    | 13,71    | PB        |
|      | Lucia Moris           | Südsudan       | DNF      |           |

### Lauf 2
Wind: 0,0 m/s
| Rang | Athletin               | Nation                       | Zeit (s) | Anmerkung |
| ---- | ---------------------- | ---------------------------- | -------- | --------- |
| 1    | Trần Thị Nhi Yến       | Vietnam                      | 11,81    | Q         |
| 2    | Halle Hazzard          | Grenada                      | 11,88    | Q         |
| 3    | Zhang Bo-ya            | Chinesisch Taipeh            | 11,99    | Q         |
| 4    | Regine Tugade          | Guam                         | 12,02    | q         |
| 5    | Lika Chartschilawa     | Georgien                     | 12,37    |           |
| 6    | Faiqa Riaz             | Pakistan                     | 12,49    | PB        |
| 7    | Mazoon al-Alawi        | Oman                         | 12,58    | SB        |
| 8    | Filomenaleonisa Iakopo | Amerikanisch-Samoa           | 12,78    | NR        |
| 9    | Mariam Kareem          | Vereinigte Arabische Emirate | 13,26    | PB        |

### Lauf 3
Wind: +1,1 m/s
| Rang | Athletin           | Nation                | Zeit (s) | Anmerkung |
| ---- | ------------------ | --------------------- | -------- | --------- |
| 1    | Gorete Semedo      | São Tomé und Príncipe | 11,44    | Q         |
| 2    | Guadalupe Tórrez   | Bolivien              | 11,60    | Q         |
| 3    | Leonie Beu         | Papua-Neuguinea       | 11,63    | Q, PB     |
| 4    | María Carmona      | Nicaragua             | 11,88    | q, NR     |
| 5    | Safiatou Acquaviva | Guinea                | 11,97    | q, NR     |
| 6    | Chloe David        | Vanuatu               | 12,44    | PB        |
| 7    | Shahd Ashraf       | Katar                 | 12,53    | PB        |
| 8    | Alisar Youssef     | Syrien                | 12,93    | PB        |
| 9    | Kamia Yousufi      | Afghanistan           | 13,42    |           |

### Lauf 4
Wind: +0,2 m/s
| Rang | Athletin                | Nation              | Zeit (s) | Anmerkung |
| ---- | ----------------------- | ------------------- | -------- | --------- |
| 1    | Zahria Allers-Liburd    | St. Kitts und Nevis | 11,73    | Q         |
| 2    | Asimenye Simwaka        | Malawi              | 11,78    | Q         |
| 3    | Mariandre Chacón        | Guatemala           | 11,90    | Q         |
| 4    | Georgiana Sesay         | Sierra Leone        | 11,99    | q         |
| 5    | Naomi Akakpo            | Togo                | 12,34    | PB        |
| 6    | Marie-Charlotte Gastaud | Monaco              | 12,41    | PB        |
| 7    | Sefora Ada Eto          | Äquatorialguinea    | 13,63    | PB        |
| 8    | Temalini Manatoa        | Tuvalu              | 14,04    | PB        |
| 9    | Sharon Firisua          | Salomonen           | 14,31    | PB        |

## Vorläufe
2. August 2024, 11:50 Uhr
Für das Halbfinale qualifizierten sich die ersten drei Athletinnen aller acht Vorläufe sowie die Athletinnen mit den drei schnellsten restlichen Zeiten.

### Vorlauf 1
Wind: +0,1 m/s
| Rang | Athletin               | Nation             | Zeit (s) | Anmerkung |
| ---- | ---------------------- | ------------------ | -------- | --------- |
| 1    | Sha’Carri Richardson   | Vereinigte Staaten | 10,94    | Q         |
| 2    | Patrizia van der Weken | Luxemburg          | 11,14    | Q         |
| 3    | Bree Masters           | Australien         | 11,26    | Q, SB     |
| 4    | Jacqueline Madogo      | Kanada             | 11,27    |           |
| 5    | Lorène Bazolo          | Portugal           | 11,38    |           |
| 6    | Tristan Evelyn         | Barbados           | 11,55    |           |
| 7    | Trần Thị Nhi Yến       | Vietnam            | 11,79    |           |
| 8    | Asimenye Simwaka       | Malawi             | 11,91    |           |
| 9    | Thelma Davies          | Liberia            | 12,05    |           |

### Vorlauf 2
Wind: −0,8 m/s
| Rang | Athletin              | Nation                | Zeit (s) | Anmerkung |
| ---- | --------------------- | --------------------- | -------- | --------- |
| 1    | Julien Alfred         | St. Lucia             | 10,95    | Q         |
| 2    | Zoe Hobbs             | Neuseeland            | 11,08    | Q, SB     |
| 3    | Zaynab Dosso          | Italien               | 11,30    | Q         |
| 4    | Michelle-Lee Ahye     | Trinidad und Tobago   | 11,33    |           |
| 5    | Yunisleydis García    | Kuba                  | 11,37    |           |
| 6    | Gorete Semedo         | São Tomé und Príncipe | 11,43    |           |
| 7    | Olivia Fotopoulou     | Zypern                | 11,50    |           |
| 8    | Destiny Smith-Barnett | Liberia               | 11,99    |           |
| 9    | Georgiana Sesay       | Sierra Leone          | 12,15    |           |

### Vorlauf 3
Wind: +1,5 m/s
| Rang | Athletin              | Nation             | Zeit (s) | Anmerkung |
| ---- | --------------------- | ------------------ | -------- | --------- |
| 1    | Daryll Neita          | Großbritannien     | 10,92    | Q, SB     |
| 2    | Melissa Jefferson     | Vereinigte Staaten | 10,96    | Q         |
| 3    | Boglárka Takács       | Ungarn             | 11,10    | Q, NR     |
| 4    | Karolína Maňasová     | Tschechien         | 11,11    | q, PB     |
| 5    | Gémima Joseph         | Frankreich         | 11,13    |           |
| 6    | Ella Connolly         | Australien         | 11,29    |           |
| 7    | Magdalena Stefanowicz | Polen              | 11,47    |           |
| 8    | Guadalupe Tórrez      | Bolivien           | 11,68    |           |
| 9    | Zhang Bo-ya           | Chinesisch Taipeh  | 11,88    | SB        |

### Vorlauf 4
Wind: +1,2 m/s
| Rang | Athletin              | Nation         | Zeit (s) | Anmerkung |
| ---- | --------------------- | -------------- | -------- | --------- |
| 1    | Audrey Leduc          | Kanada         | 10,95    | Q, NR     |
| 2    | Tia Clayton           | Jamaika        | 11,00    | Q         |
| 3    | Imani Lansiquot       | Großbritannien | 11,10    | Q         |
| 4    | Maboundou Koné        | Elfenbeinküste | 11,17    | =PB       |
| 5    | Julia Henriksson      | Schweden       | 11,26    |           |
| 6    | Ge Manqi              | China          | 11,45    |           |
| 7    | Alessandra Gasparelli | San Marino     | 11,54    | NR        |
| 8    | Vitória Cristina Rosa | Brasilien      | 12,02    |           |
| 9    | Safiatou Acquaviva    | Guinea         | 12,07    |           |

### Vorlauf 5
Wind: +1,0 m/s
| Rang | Athletin          | Nation          | Zeit (s) | Anmerkung |
| ---- | ----------------- | --------------- | -------- | --------- |
| 1    | Ewa Swoboda       | Polen           | 10,99    | Q, SB     |
| 2    | Dina Asher-Smith  | Großbritannien  | 11,01    | Q         |
| 3    | Rosemary Chukwuma | Nigeria         | 11,26    | Q         |
| 4    | Ana Azevedo       | Brasilien       | 11,32    |           |
| 5    | Géraldine Frey    | Schweiz         | 11,34    |           |
| 6    | Ángela Tenorio    | Kolumbien       | 11,35    |           |
| 7    | Farzaneh Fasihi   | Iran            | 11,51    |           |
| 8    | Leonie Beu        | Papua-Neuguinea | 11,73    |           |
| 9    | Mariandre Chacón  | Guatemala       | 12,06    |           |

### Vorlauf 6
Wind: −0,4 m/s
| Rang | Athletin             | Nation              | Zeit (s) | Anmerkung |
| ---- | -------------------- | ------------------- | -------- | --------- |
| 1    | Twanisha Terry       | Vereinigte Staaten  | 11,15    | Q         |
| 2    | Shashalee Forbes     | Jamaika             | 11,19    | Q         |
| 3    | Leah Bertrand        | Trinidad und Tobago | 11,27    | Q         |
| 4    | Salomé Kora          | Schweiz             | 11,35    |           |
| 5    | Cecilia Tamayo-Garza | Mexiko              | 11,39    |           |
| 6    | Viktória Forster     | Slowakei            | 11,44    | SB        |
| 7    | Lotta Kemppinen      | Finnland            | 11,56    |           |
| 8    | Zahria Allers-Liburd | St. Kitts und Nevis | 11,89    |           |
| 9    | María Carmona        | Nicaragua           | 12,00    |           |

### Vorlauf 7
Wind: −0,2 m/s
| Rang | Athletin               | Nation       | Zeit (s) | Anmerkung |
| ---- | ---------------------- | ------------ | -------- | --------- |
| 1    | Gina Bass Bittaye      | Gambia       | 11,01    | Q         |
| 2    | Mujinga Kambundji      | Schweiz      | 11,05    | Q         |
| 3    | Delphine Nkansa        | Belgien      | 11,20    | Q, =PB    |
| 4    | Polyniki Emmanouilidou | Griechenland | 11,25    |           |
| 5    | Rebekka Haase          | Deutschland  | 11,28    |           |
| 6    | Tima Godbless          | Nigeria      | 11,33    |           |
| 7    | Shanti Pereira         | Singapur     | 11,63    |           |
| 8    | Halle Hazzard          | Grenada      | 11,70    |           |
| 9    | Xenia Hiebert          | Paraguay     | 11,82    |           |

### Vorlauf 8
Wind: +0,8 m/s
| Rang | Athletin                 | Nation              | Zeit (s) | Anmerkung |
| ---- | ------------------------ | ------------------- | -------- | --------- |
| 1    | Marie-Josée Ta Lou-Smith | Elfenbeinküste      | 10,87    | Q, SB     |
| 2    | Shelly-Ann Fraser-Pryce  | Jamaika             | 10,92    | Q         |
| 3    | Gina Lückenkemper        | Deutschland         | 11,08    | Q         |
| 4    | Rani Rosius              | Belgien             | 11,10    | q, PB     |
| 5    | Gladymar Torres          | Puerto Rico         | 11,12    | NR        |
| 6    | Natacha Ngoye Akamabi    | Republik Kongo      | 11,36    |           |
| 7    | Joella Lloyd             | Antigua und Barbuda | 11,37    |           |
| 8    | Regine Tugade-Watson     | Guam                | 11,87    |           |
| 9    | Walentina Meredowa       | Turkmenistan        | 11,95    | SB        |

## Halbfinale
3. August 2024, 19:50 Uhr
Für das Finale qualifizierten sich die ersten zwei Athletinnen der drei Läufe sowie die Athletinnen mit den zwei schnellsten restlichen Zeiten.

### Lauf 1
Wind: +0,1 m/s
| Rang | Athletin                 | Nation             | Zeit (s) | Anmerkung |
| ---- | ------------------------ | ------------------ | -------- | --------- |
| 1    | Melissa Jefferson        | Vereinigte Staaten | 10,99    | Q         |
| 2    | Marie-Josée Ta Lou-Smith | Elfenbeinküste     | 11,01    | Q         |
| 3    | Mujinga Kambundji        | Schweiz            | 11,05    | q         |
| 4    | Ewa Swoboda              | Polen              | 11,08    |           |
| 5    | Dina Asher-Smith         | Großbritannien     | 11,10    |           |
| 6    | Shashalee Forbes         | Jamaika            | 11,20    |           |
| 7    | Boglárka Takács          | Ungarn             | 11,26    |           |
| 8    | Rani Rosius              | Belgien            | 11,29    |           |
| 9    | Zaynab Dosso             | Italien            | 11,34    |           |

### Lauf 2
Wind: −0,1 m/s
| Rang | Athletin                | Nation             | Zeit (s) | Anmerkung |
| ---- | ----------------------- | ------------------ | -------- | --------- |
| 1    | Julien Alfred           | St. Lucia          | 10,84    | Q         |
| 2    | Sha’Carri Richardson    | Vereinigte Staaten | 10,89    | Q         |
| 3    | Gina Bass Bittaye       | Gambia             | 11,10    |           |
| 4    | Patrizia van der Weken  | Luxemburg          | 11,13    |           |
| 5    | Imani Lansiquot         | Großbritannien     | 11,21    |           |
| 6    | Gladymar Torres         | Puerto Rico        | 11,33    |           |
| 7    | Bree Masters            | Australien         | 11,34    |           |
| 8    | Rosemary Chukwuma       | Nigeria            | 11,39    |           |
|      | Shelly-Ann Fraser-Pryce | Jamaika            | DNS      |           |

### Lauf 3
Wind: +0,2 m/s
| Rang | Athletin          | Nation              | Zeit (s) | Anmerkung |
| ---- | ----------------- | ------------------- | -------- | --------- |
| 1    | Tia Clayton       | Jamaika             | 10,89    | Q         |
| 2    | Daryll Neita      | Großbritannien      | 10,97    | Q         |
| 3    | Twanisha Terry    | Vereinigte Staaten  | 11,07    | q         |
| 4    | Gina Lückenkemper | Deutschland         | 11,09    |           |
| 5    | Audrey Leduc      | Kanada              | 11,10    |           |
| 6    | Zoe Hobbs         | Neuseeland          | 11,13    |           |
| 7    | Delphine Nkansa   | Belgien             | 11,28    |           |
| 8    | Karolína Maňasová | Tschechien          | 11,35    |           |
| 9    | Leah Bertrand     | Trinidad und Tobago | 11,37    |           |

## Finale
3. August 2024, 21:20 Uhr
Wind: −0,1 m/s
| Rang | Athletin                 | Nation             | Zeit (s) | Anmerkung |
| ---- | ------------------------ | ------------------ | -------- | --------- |
| 1    | Julien Alfred            | St. Lucia          | 10,72    | NR        |
| 2    | Sha’Carri Richardson     | Vereinigte Staaten | 10,87    |           |
| 3    | Melissa Jefferson        | Vereinigte Staaten | 10,92    |           |
| 4    | Daryll Neita             | Großbritannien     | 10,96    |           |
| 5    | Twanisha Terry           | Vereinigte Staaten | 10,97    |           |
| 6    | Mujinga Kambundji        | Schweiz            | 10,99    |           |
| 7    | Tia Clayton              | Jamaika            | 11,04    |           |
| 8    | Marie-Josée Ta Lou-Smith | Elfenbeinküste     | 13,84    |           |